# Acanthaster brevispinus
Espèce
L’acanthaser à épines courtes (Acanthaster brevispinus) est une étoile de mer assez rare, proche parente de la célèbre espèce invasive « couronne d'épines » (Acanthaster planci) dont elle partage parfois le surnom. On la trouve principalement sur la Grande Barrière de corail, mais elle semble exister dans tous les écosystèmes coralliens de l'indo-pacifique.
Cette espèce est peu répandue et demeure bien moins connue que sa cousine, ne causant pas les mêmes ravages.

## Description
Comme l’Acanthaster planci, l’Acanthaster brevispinus est une grosse étoile de mer aux couleurs variables avec de nombreux bras, généralement entre 8 et 16 (5 à l'origine). Elle est couverte de petites épines (bien moins longues et nombreuses que celles d’A. planci) généralement peu pointues, et protégées par des pédicellaires. Le corps est en forme de disque, d'où rayonnent les bras séparés par des traits de couleur claire, et est assez mobile pour pouvoir être préhensile, grâce à de puissants podia.
Acanthaster brevispinus se distingue de son espèce-sœur par certains traits caractéristiques : 
- Les piquants du disque central sont nombreux, petits, très courts et non pointus
- Les piquants des bras sont plus longs, sont pointus (mais moins que chez A. planci), et disposés en un motif réticulé, laissant des taches carinales sombres
- La face aborale comporte des pédicellaires courts et souvent colorés
- Les bras sont légèrement plus courts et entourés à leur base de marques radiales claires.

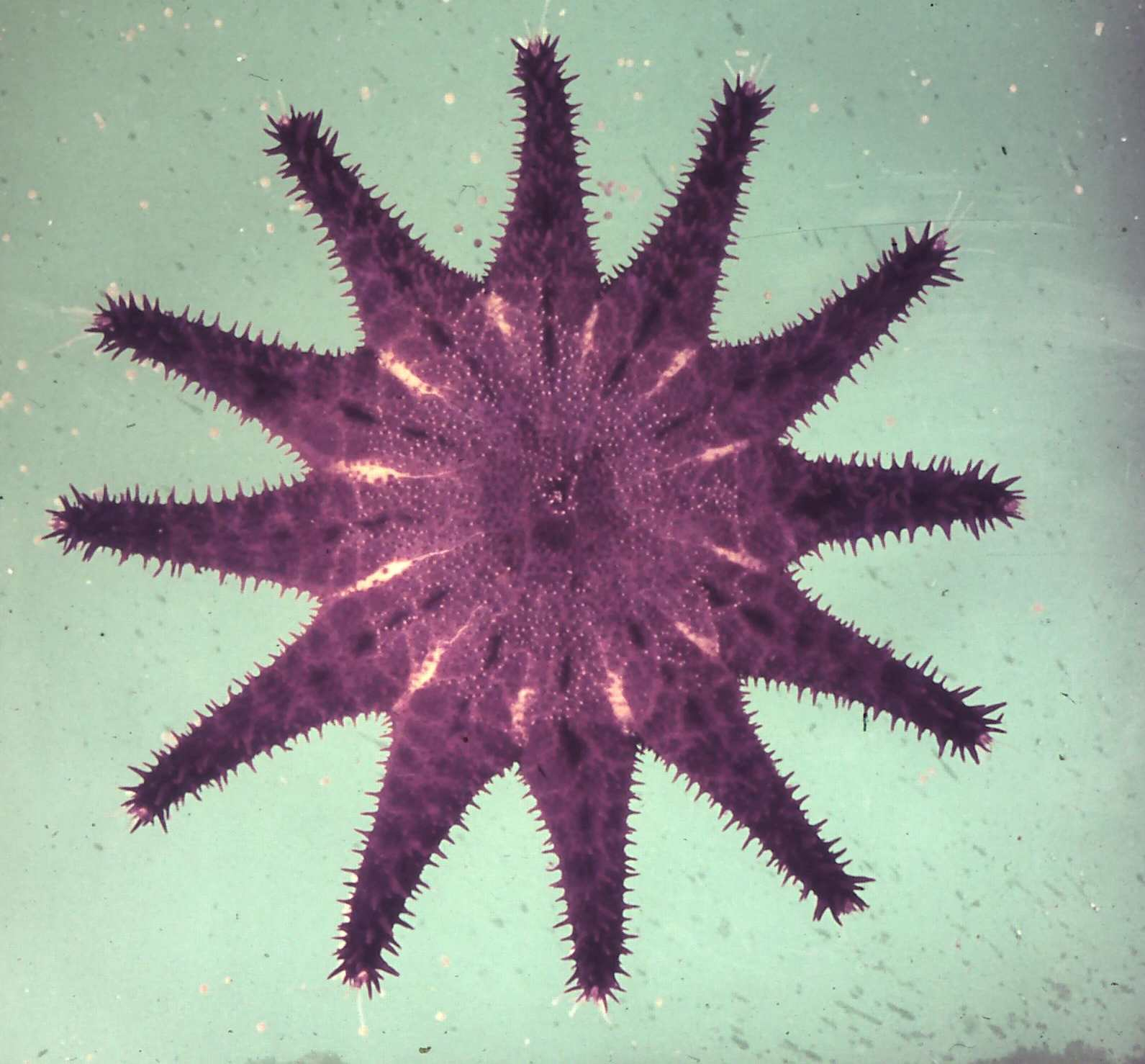
Spécimen collecté sur la Grande Barrière de corail.
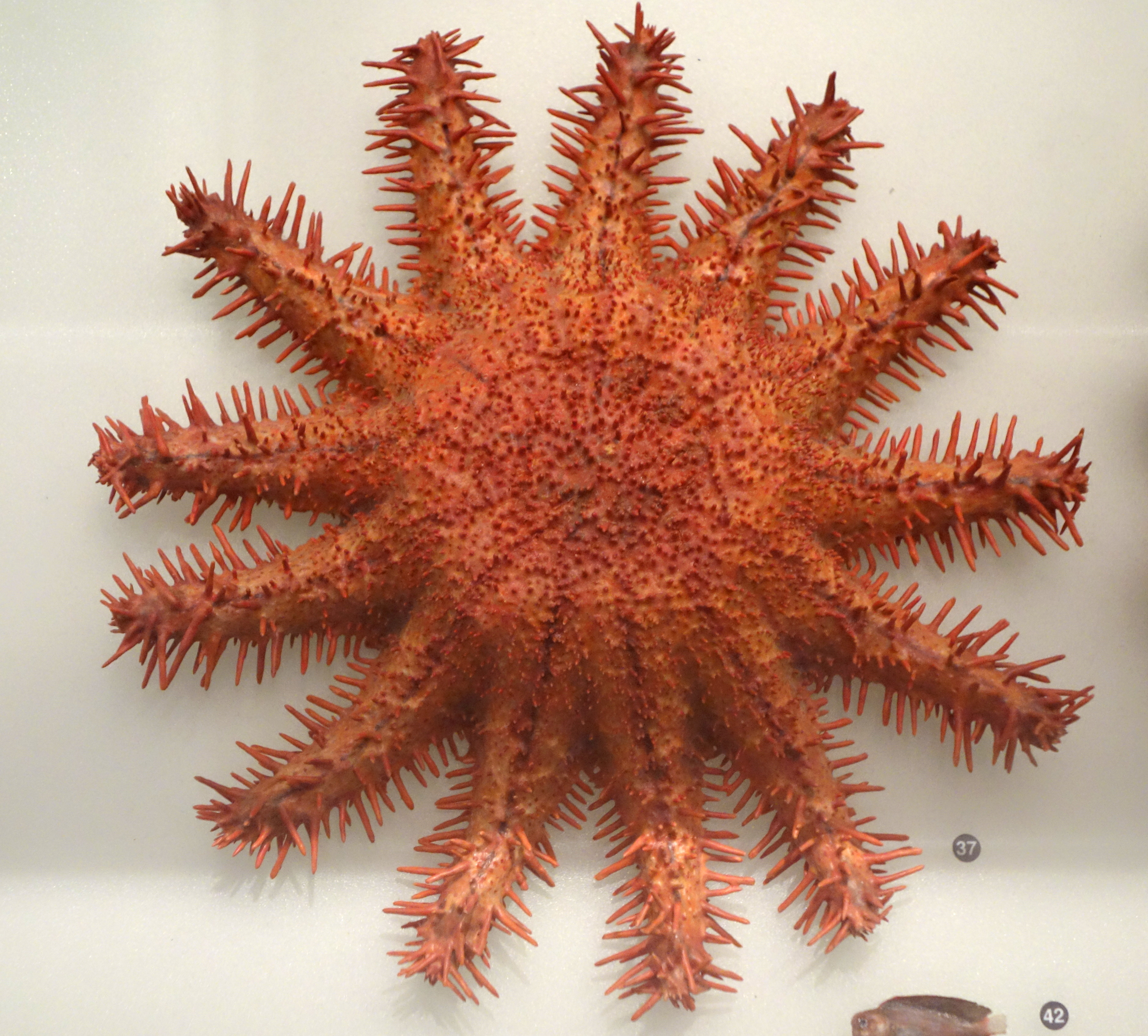
Spécimen préservé au Muséum de Tokyo
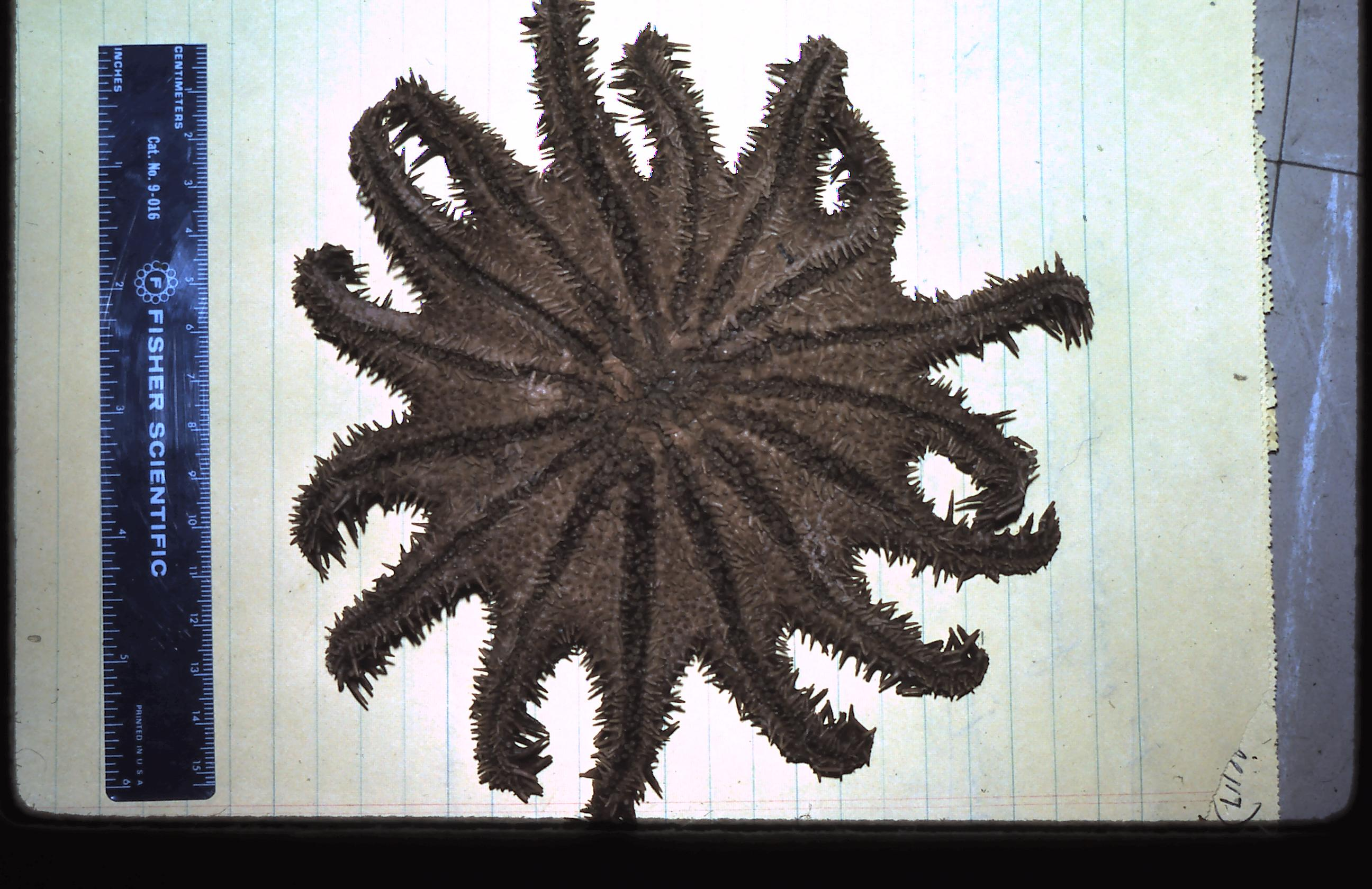
Holotype en Australie

## Habitat et répartition
C'est une espèce assez rare, et d'autant plus qu'on la confond facilement avec la proche Acanthaster planci. A. brevispinus se retrouve ponctuellement dans certains récifs coralliens de l'océan Indien et du Pacifique ouest, notamment aux Philippines (d'où provient l'holotype), dans la Grande barrière de corail, mais aussi aux Seychelles (ou elle constitue la sous-espèce Acanthaster brevispinus seychellensis Jangoux & Aziz, 1984). Les spécimens connus ont été collectés respectivement à 18 (Fisher), 20 (Lucas, Nash and Nishida) et 63 m de profondeur (Jangoux & Aziz).

## Biologie
Cette espèce a originellement été récoltée sur des substrats meubles, contrairement à A. planci, et a notamment été observée consommant des Pectens, ce qui a longtemps fait croire à un régime molluscivore. Cependant, une étude japonaise a montré qu'elle se nourrissait essentiellement de coraux mous. 

## Taxonomie

### Classification

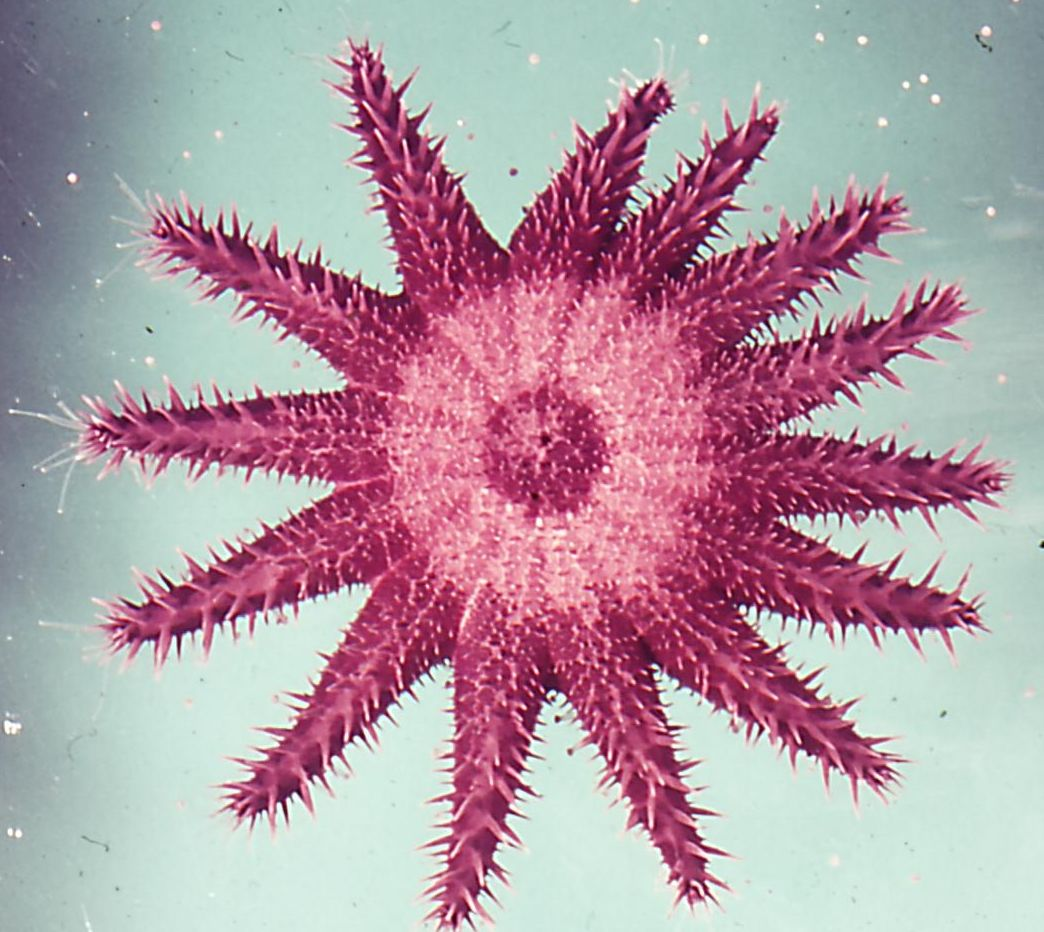
Hybride de laboratoire d’A. planci et d’A. brevispinus.

Cette étoile semble pouvoir s'hybrider avec les deux autres représentantes du genre Acanthaster, ce qui compliqué la tâche des taxonomistes et explique les désaccords quant au classement de ces espèces.
La séparation du genre Acanthaster en espèces varie donc d'un auteur à l'autre : ainsi, selon P.J. Moran (1990), le genre Acanthaster compterait deux espèces, A. planci et A. brevispinus, la première étant elle-même divisée en plusieurs sous-espèces, dont ellisi et les différents taxons de planci. Selon les analyses génétiques de Vogler, il y aurait en tout 4 sous-espèces régionales d'A. planci, dont A. planci ellisi serait la forme typique du Pacifique Est, sans compter tous les niveaux d'hybridation possibles.
A. brevispinus a été décrite par Walter Kenrick Fisher sur la base d'un spécimen collecté à 18 m de profondeur sur l'Île Sirun, dans l'Archipel de Sulu aux Philippines. L'holotype fait partie des collections de l'US National Museum (Washington), sous le numéro d'immatriculation USNM37027.
Madsen (1955) a passé en revue la taxonomie du genre Acanthaster et a conclu qu'il y avait trois espèces : Acanthaster planci (Linnaeus) dans l'Indo-Pacifique ; Acanthaster ellisi (Gray) dans le Pacifique oriental (avec ses bras courts et piquants émoussés),  et Acanthaster brevispinus Fisher. Madsen a cependant suggéré qu’A. brevispinus pourrait faire partie de la variabilité d'A. planci sur sa large gamme géographique. Depuis, A. brevispinus a été observée en Australie et aux Seychelles, et l'étude des spécimens l'a validée comme espèce distincte. La version seychelloise, légèrement différente au niveau squelettique, est considérée comme une sous-espèce, nommée Acanthaster brevispinus seychellensis. Décrite en 1985, son holotype est conservé au Muséum National d'Histoire Naturelle sous le matricule MNHN-IE-2014-74. 

### Sous-espèces
Selon World Register of Marine Species (30 mai 2014) :
- sous-espèce Acanthaster brevispinus brevispinus Fisher, 1917
- sous-espèce Acanthaster brevispinus seychellensis Jangoux & Aziz, 1984